# Catolé do Rocha
Catolé do Rocha é um município brasileiro no estado da Paraíba. Está localizado na Região Geográfica Imediata de Catolé do Rocha-São Bento.
É uma das cidades polos mais importante do Sertão Paraibano. Catolé sofre um processo de industrialização, tendo sido criado recentemente diversas empresas de pequeno porte, na área têxtil, calçadista e de alumínio, desenvolvendo assim a economia do município, gerando emprego e renda para seus moradores, conta também com o nome de cidade mais verde da Paraíba.
Na Educação, além das escolas públicas, tanto estaduais como municipais, conta com várias escolas particulares que está sendo a cidade que mais cresce em índice de educação, entre elas, podemos destacar o Colégio Normal Francisca Mendes, Colégio João Agripino Filho e Colégio Técnico Dom vital. Conta também com a presença da rede federal de ensino IFPB - Campus Catolé do Rocha e de um campus da UEPB, onde se localiza a Escola Agrotécnica do Cajueiro.
Também a cidade ficou conhecida nacionalmente por uma disputa entre as famílias Oliveira e Batista Mesquita. A guerra entre as duas famílias, que começou na década de 1980 por conta de disputas políticas, já vitimou mais de cem pessoas. A polícia realizou a operação laços de sangue através do Grupo de Operações Especiais (GOE), que prendeu quatro pistoleiros contratados e mais de dez membros das duas famílias.

## Clima
| Dados climatológicos para Catolé do Rocha | Dados climatológicos para Catolé do Rocha | Dados climatológicos para Catolé do Rocha | Dados climatológicos para Catolé do Rocha | Dados climatológicos para Catolé do Rocha | Dados climatológicos para Catolé do Rocha | Dados climatológicos para Catolé do Rocha | Dados climatológicos para Catolé do Rocha | Dados climatológicos para Catolé do Rocha | Dados climatológicos para Catolé do Rocha | Dados climatológicos para Catolé do Rocha | Dados climatológicos para Catolé do Rocha | Dados climatológicos para Catolé do Rocha | Dados climatológicos para Catolé do Rocha |
| Mês                                       | Jan                                       | Fev                                       | Mar                                       | Abr                                       | Mai                                       | Jun                                       | Jul                                       | Ago                                       | Set                                       | Out                                       | Nov                                       | Dez                                       | Ano                                       |
| ----------------------------------------- | ----------------------------------------- | ----------------------------------------- | ----------------------------------------- | ----------------------------------------- | ----------------------------------------- | ----------------------------------------- | ----------------------------------------- | ----------------------------------------- | ----------------------------------------- | ----------------------------------------- | ----------------------------------------- | ----------------------------------------- | ----------------------------------------- |
| Chuva (mm)                                | 94,7                                      | 131,9                                     | 195,3                                     | 193,5                                     | 119                                       | 48,3                                      | 30,2                                      | 8,2                                       | 2,6                                       | 6,3                                       | 11,7                                      | 25,2                                      | 866,7                                     |
| Fonte: Atlas Pluviométrico da Paraíba     |                                           |                                           |                                           |                                           |                                           |                                           |                                           |                                           |                                           |                                           |                                           |                                           |                                           |

| Dados climatológicos para Catolé do Rocha (UEPB) | Dados climatológicos para Catolé do Rocha (UEPB) | Dados climatológicos para Catolé do Rocha (UEPB) | Dados climatológicos para Catolé do Rocha (UEPB) | Dados climatológicos para Catolé do Rocha (UEPB) | Dados climatológicos para Catolé do Rocha (UEPB) | Dados climatológicos para Catolé do Rocha (UEPB) | Dados climatológicos para Catolé do Rocha (UEPB) | Dados climatológicos para Catolé do Rocha (UEPB) | Dados climatológicos para Catolé do Rocha (UEPB) | Dados climatológicos para Catolé do Rocha (UEPB) | Dados climatológicos para Catolé do Rocha (UEPB) | Dados climatológicos para Catolé do Rocha (UEPB) | Dados climatológicos para Catolé do Rocha (UEPB) |
| Mês                                              | Jan                                              | Fev                                              | Mar                                              | Abr                                              | Mai                                              | Jun                                              | Jul                                              | Ago                                              | Set                                              | Out                                              | Nov                                              | Dez                                              | Ano                                              |
| ------------------------------------------------ | ------------------------------------------------ | ------------------------------------------------ | ------------------------------------------------ | ------------------------------------------------ | ------------------------------------------------ | ------------------------------------------------ | ------------------------------------------------ | ------------------------------------------------ | ------------------------------------------------ | ------------------------------------------------ | ------------------------------------------------ | ------------------------------------------------ | ------------------------------------------------ |
| Chuva (mm)                                       | 97,6                                             | 137                                              | 199,9                                            | 193,7                                            | 116,9                                            | 45,2                                             | 30,1                                             | 8,7                                              | 2,8                                              | 6,3                                              | 14                                               | 24,3                                             | 876,4                                            |
| Fonte: Atlas Pluviométrico da Paraíba            |                                                  |                                                  |                                                  |                                                  |                                                  |                                                  |                                                  |                                                  |                                                  |                                                  |                                                  |                                                  |                                                  |